# Las Gualupas
Las Gualupas är en ort i Mexiko.   Den ligger i kommunen Villa de Reyes och delstaten San Luis Potosí, i den centrala delen av landet, 300 km nordväst om huvudstaden Mexico City. Las Gualupas ligger 1 820 meter över havet och antalet invånare är 174.
Terrängen runt Las Gualupas är platt åt sydost, men åt nordväst är den kuperad. Runt Las Gualupas är det ganska glesbefolkat, med 39 invånare per kvadratkilometer. Närmaste större samhälle är Villa de Reyes, 10,9 km söder om Las Gualupas. Omgivningarna runt Las Gualupas är i huvudsak ett öppet busklandskap.